# Иљо Аризанов
Иљо Аризанов (Иловица, 11. мај 1960 — Београд, 4. септембар 2011) био је потпуковник и пилот Ратног ваздухопловства Војске Југославије који се у првим данима рата 1999. године борио против НАТО авиона.
Пилотирао је авионом Миг-29 приликом НАТО Агресије на Србију 1999. године. Тада мајор Аризанов био је међу пилотима који су одмах при почетку бомбардовања, 24. марта 1999. године полетели да се супротставе нападачима. Оборен је исте вечери као и још три авиона из којих су се пилоти катапултирали. Међутим, за разлику од осталих Иљо није био у могућности да пошаље поруку команди да је искочио те му се губи сваки траг. Како се касније испоставило искочио је у региону Дреница где се готово 48 часова пробијао кроз положаје ОВК. Иако у врло лошем стању, с обзиром да није имао хране, а пио је само снег, успео је да стигне до Приштинског аеродрома где му се указала помоћ.
Пензионисан је 1999. године и од тада је живео у Београду. Преминуо је 4. септембра 2011. године од последица срчаног удара.

## Документарни филм
О Иљи и његовим саборцима је 2008. године снимљен документарни филм под називом „Нико није рекао нећу”.